# Maria Annunziata van Oostenrijk

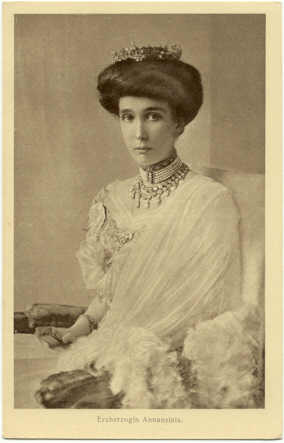
Maria Annunziata

Maria Annunziata Adelheid Theresia Michaela Caroline Louise Pia Ignatia van Oostenrijk (Reichenau, 31 juli 1876 - Vaduz, 8 april 1961) was een Oostenrijkse aartshertogin. 
Zij was de oudste dochter uit het derde huwelijk van Karel Lodewijk van Oostenrijk met Maria Theresia van Bragança. De in Sarajevo bij een aanslag omgekomen aartshertog Frans Ferdinand was haar oudere halfbroer, keizer Frans Jozef I was haar oom en diens opvolger keizer Karel I, was haar neef.
Zij was vernoemd naar de tweede vrouw van haar vader, Maria Annunciata van Bourbon-Sicilië.
In 1902 was ze korte tijd verloofd met Siegfried in Beieren, een zoon van Maximiliaan Emanuel in Beieren en diens vrouw Amalie van Saksen-Coburg-Gotha, maar tot een huwelijk kwam het niet, naar gezegd werd omdat Siegfried tekenen van een psychiatrische ziekte vertoonde. Samen met haar moeder stond ze keizer Frans Jozef I regelmatig bij, als "eerste dame aan het hof", nadat diens vrouw Sisi was vermoord.